# David Sherrington
David Sherrington (* 29. Oktober 1941 in Blackpool, Lancashire) ist ein britischer theoretischer Physiker, der sich mit Festkörperphysik beschäftigt.
Sherrington war, nach der Promotion an der University of Manchester 1966, in den Jahren 1967 bis 1969 als Post-Doc an der University of California, San Diego bei Walter Kohn, und er wirkte ab 1967 bis 1989 am Imperial College, zuerst als Lecturer und Reader, dann als Professor. Sherrington ist seit 1989 Wykeham Professor am Peierls Centre for Theoretical Physics in Oxford und auswärtiges Mitglied des Santa Fe Institute. Zeitweise war er Vorstand des Instituts für Theoretische Physik in Oxford. Er war Gastwissenschaftler bei IBM, Schlumberger-Doll, am Los Alamos National Laboratory, dem Institute for Advanced Study und dem Institut Laue-Langevin.
In seiner Zeit bei Kohn beschäftigte er sich mit exzitonischen Isolatoren, Bose-Kondensation in Fermi-Systemen und Zero-Gap-Halbleiter. Später beschäftigte er sich mit statistischer Mechanik komplexer, ungeordneter und frustrierter Systeme.
Sherrington ist insbesondere bekannt für seine Arbeiten über Spin-Gläser. Hier ist das Sherrington-Kirkpatrick-Modell nach ihm und Scott Kirkpatrick benannt.
2007 erhielt er die Dirac-Medaille (IOP) und 2010 die Blaise-Pascal-Medaille. 2012 wurde er zum Mitglied der Academia Europaea gewählt. 1994 wurde er Fellow der Royal Society, 1974 Fellow des Institute of Physics und 1985 Fellow der American Physical Society. 2001 hielt er die Bakerian Lecture.
Er sollte nicht mit dem Polymer-Chemiker David C. Sherrington (1945–2014) verwechselt werden.

## Schriften
- A mean Martini, in Matthias Scheffler, Peter Weinberger (Hrsg.): Walter Kohn – Personal stories and anecdotes told by friends and collaborators, Springer 2003